# Czapkay Lajos József
Czapkay Lajos József kisszebeni (Névvariáns: Czapkay Lajos Róbert; Kisszeben, 1819. január 8. – San Francisco, Kalifornia, USA, 1882. május 27.) magyar orvos, katonaorvos, amerikai diplomata és konzul Romániában.

## Élete
Részt vett a szabadságharcban. A világosi fegyverletétel után elhagyta hazáját, de Oderbergben felismerték és fogolyként Bécsbe vitték. Innen megszökött, Berlinbe és Hamburgba menekült, majd Londonba, utána Amerikába utazott.
1850. május 9-én érkezett New Yorkba bátyjával Czapkay Imre szabadságharcossal. Később Philadelphiába ment, ahol orvosdoktori oklevelet nyert. 1854-ben a kaliforniai Maryville-be költözött és aranyásó lett, de kevés sikerrel. Még ennek az évnek őszén San Franciscóba utazott, ahol orvosként dolgozott tíz évig. Igen kiterjedt praxisa volt, éves jövedelme a 60 000 dollárt is elérte. Házakat építtetett, melyeket sokáig Hungarian Blocknak („magyar tömb”) neveztek, később helyén hatalmas toronyházak épültek, ma is ez San Francisco legértékesebb telke. Mikor elég vagyonra tett szert, lemondott az orvosi pályáról és 1864-ben visszatért Philadelphiába, e lépését két gyermekének halála is siettette.
A washingtoni kormány képviselőnek nevezte ki a stettini nemzetközi kiállításra, ahol a porosz koronaherceg aranyéremmel tüntette ki. Innen Bécsbe, majd Romániába utazott, és tapasztalatait emlékiratként elküldte a washingtoni kormánynak. Konstantinápoly, Trieszt, Velence, Torino és Firenze meglátogatása után Pestre utazott 1866 elején. Innen Bécsen, Párizson és Londonon át Liverpoolba ment, ahol április 28-án hajóra szállt és május 9-én visszaérkezett Washingtonba. Ezután az elnök kinevezte az Egyesült Államok konzuljává és diplomáciai ügynökévé Romániába. Június 30-án ebben a Kongresszus is megerősítette, és 1867. május 1-jén elfoglalta új állomását. Ugyanebben az évben meglátogatta Budapestet is. Az 1870-es évek elején elhagyta bukaresti állomását. San Francisco-ba utazott, hogy eladja házait és visszaköltözzön hazájába, azonban szerencsétlenségére tőzsdespekulációkba bocsátkozott és a bányabörzén elvesztette egész vagyonát, mely megközelítette az egymillió dollárt. 1875-ben újra praktizálni kezdett, de a betegek nem keresték föl többé, s régi jó barátai is elhagyták és szegényen halt meg.

## Munkái
Több amerikai levele jelent meg politikai és más lapokban; külföldi munkáit Szinnyei nem sorolja fel. A magyar orvosok és természetvizsgálóknak 1865. augusztus 2-án Pozsonyban tartott gyűlésén Kubinyi bemutatta a Kaliforniából magával hozott termésarany-gyűjteményét.
Arcképe Appelrath rajza után a Horn és Beck kőnyomdájában jelent meg Pesten.